# Borăscu
Borăscu è un comune della Romania di 3656 abitanti, ubicato nel distretto di Gorj, nella regione storica dell'Oltenia.
Il comune è formato dall'unione di 7 villaggi: Baniu, Borăscu, Calapăru, Gura-Menți, Menții din Dos, Miluta, Scorușu.